# Bomolocha erastrialis
Bomolocha erastrialis är en fjärilsart som beskrevs av Walker 1866. Bomolocha erastrialis ingår i släktet Bomolocha och familjen nattflyn. Inga underarter finns listade i Catalogue of Life.